# Rhonda Byrne
Rhonda Byrne (nata Izon) (12 marzo 1951) è una scrittrice australiana.
È nota in tutto il mondo per il libro The Secret (Il segreto) e per il suo seguito The Power (Il potere). Ha poi scritto The Magic e nel 2015 ha pubblicato Hero.

## Biografia
Il suo libro The Secret ha venduto più di 19 milioni di copie in oltre 40 lingue. Dal libro è stato tratto anche un documentario dal titolo omonimo. Nel 2007, è stata inserita dalla rivista Time nella lista TIME 100: The Most Influential People. Ha ottenuto una grande popolarità dopo essere apparsa nel The Oprah Winfrey Show.